# Вальтер, Доминик
Доминик Вальтер (фр. Dominique Walter; наст. имя Доминик Грюэ (фр. Dominique Gruère); род. 22 мая 1942 в Париже, Франция) — французский певец, представитель Франции на конкурсе песни Евровидение 1966. Сын французской шансонье Мишель Арно.

## Биография
Доминик родился в 1942 в Париже. С 14 лет выступал вместе с матерью в различных кабаре-коллективах, также участвуя в небольших театральных постановках. В 1965 повзрослевший Вальтер решает начать исполнительскую карьеру. В 1966 у него появился как нельзя более удачный момент: национальное жюри выбирает молодого певца, чтобы представить Францию на конкурсе Евровидение. К сожалению для певца, он получил только один балл от Монако, и его песня «Chez nous» (с фр. — «Там где мы живём») финишировала предпоследней. Позднее эта песня была записана также в немецком варианте.
Дальнейшая карьера Доминика складывалась не очень успешно. Неудачно выбранный им музыкальный образ «молодого женоненавистника» и переменный успех у выпущенных им синглов заставляют его покинуть сцену к 1970. В 1982 он вновь возвращается в музыку. На сегодняшний день им выпущено несколько альбомов, и он пользуется некоторой популярностью у местной публики.

## Дискография

### Альбомы
- Les vosges (1998)
- Chansons d’amour (2001)
- A ciel ouvert (2004)
- Que c’te broye don (2006)
- Toutes mes chansons sur les Vosges (2007)
- Spectacle «que les Vosgiennes sont belles» (2007)
- y a mon ch’val qui m’dit! (2009)
- Bienvenue à l’Olympia (2011)

### Синглы
Ниже представлены только «выборочные» синглы
- Qui lira ces mots (1966)
- Les Petits Boudins (1967)
- Johnsine et Kossygone (1967)
- Je suis capable de n’importe quoi (1967)
- La plus jolie fille du monde n’arrive pas à la cheville d’un cul-de-jatte (1968)
- Plus dur sera le chut (1968)
- La vie est une belle tartine (1969)